# 13,25 × 92 мм SR
13,25×92SR T-Gewehr, 13x92HR Tankgewehr или 13 мм TuF-MG — первый в мире патрон крупного калибра, предназначенный для борьбы с бронированными целями. Патрон первоначально использовался в противотанковом ружье T-Gewehr и планировался для пулемёта MG 18 TuF.

## История
13-мм крупнокалиберный патрон создавался фирмой Polte из Магдебурга для винтовки нового класса (ПТР), предназначенной для противодействия английским танкам, появившимся ближе к концу войны. Поскольку обычная артиллерия и мины были неудобны для борьбы с такими подвижными целями, то была спроектирована винтовка крупного калибра под специальный мощный патрон, способный пробивать 20-мм бронелисты. Патрон послужил примером для американцев, сконструировавших .50 BMG (который напоминал увеличенный .30-06). Но американцы не захотели полностью копировать немецкий 13 mm T-Gewehr patrone из-за наличия выступающего фланца, создающего проблемы для автоматического оружия.
В 30-е годы винтовка и патрон использовались немцами для испытаний при отработке новых конструкций фосфорных зажигательных, бронебойно-зажигательных и других крупнокалиберных пуль специального назначения.